# The Whitehead Journal of Diplomacy and International Relations
The Whitehead Journal of Diplomacy and International Relations es la revista científica bianual especializada en temas de índole internacional editada por la Whitehead School of Diplomacy and International Relations de la Seton Hall University (South Orange, Nueva Jersey, Estados Unidos de América). 
Da cabida a ensayos y artículos de especialistas en diplomacia y relaciones internacionales en un sentido multidisciplinar. Fue creada en el año 2000 y es gestionada enteramente por estudiantes posgraduados. 
En la revista han contribuido personalidades y líderes internacionales como el antiguo Secretario General de las Naciones Unidas, Kofi Annan, el histórico político israelí y nuevo Presidente del Estado de Israel (13 de junio de 2007), Shimon Peres, o el antiguo presidente del Tribunal de Justicia de las Comunidades Europeas (TJCE) y actual director del Real Instituto Elcano de Estudios Internacionales y Estratégicos, profesor Gil Carlos Rodríguez Iglesias. 